# Marc Antoine Le Fèvre de Caumartin
Pour les articles homonymes, voir Lefèvre (patronyme) et Caumartin.
Pour les autres membres de la famille, voir Famille Le Fèvre de Caumartin.
Marc Antoine Le Fèvre de Caumartin de Saint-Ange, né à Paris le 14 mars 1751 et mort à Londres le 31 août ou le 3 septembre 1803 est un magistrat et intendant français de l'Ancien Régime.

## Biographie

### Famille
Marc Antoine Le Fèvre de Caumartin de Saint-Ange est né à Paris le 14 mars 1751,.
Il est le fils d'Antoine-Louis Lefebvre de Caumartin (1725-1803), marquis de Saint-Ange, comte de Moret, intendant et conseiller d'État et de Geneviève Anne Marie Mouffle (1733-1763), fille de Jean-Simon Mouffle (1685-1753), receveur général des finances en la généralité d'Amiens et secrétaire du roi,.

### Carrière
Marc Antoine Le Fèvre de Caumartin de Saint-Ange devient conseiller au Parlement de Paris le 22 mars 1775 et maître des requêtes du 16 mars 1777, à la Révolution.
Il est nommé intendant de Bretagne le 7 janvier 1784. Il est ensuite intendant de Franche-Comté du 2 mai 1784 à 1790,,. 
En Franche-Comté, il soutient la lutte contre les loups, qui sont un grave danger. Il fait réaménager la prison de Besançon, y installant des lits individuels, un atelier, un réfectoire et une section pour les femmes. Il cherche à mieux connaître la situation agricole de la province, en envoyant un questionnaire aux subdélégués et aux curés. En 1788, il s'oppose à un projet, finalement abandonné, de rétablissement des États provinciaux de Franche-Comté, parce qu'il craint les désordres qui en découleraient.
Comme ailleurs, Marc Antoine Le Fèvre de Caumartin quitte ses fonctions d'intendant au moment de la formation des départements en 1790. Il remet ses pouvoirs aux commissaires des trois départements nouveaux formés en Franche-Comté et ceux-ci attestent par écrit en août 1790 de sa bonne administration.
Malade, il part prendre les eaux à Bath en Angleterre en 1790, revient à Paris et repart définitivement en émigration en Angleterre en 1791 ou 1792. Sans alliance, il meurt à Londres le 31 août 1803 ou le 3 septembre 1803. Il est enterré à Londres le 3 septembre 1803. Son château de Saint-Ange, situé à Villecerf, est rasé vers cette époque.